# Remda-Teichel
Remda-Teichel var en stad i Thüringen i Tyskland fram till 1 januari 2019 då den uppgick i staden Rudolstadt. Staden Remda-Teichel hade 2 898 invånare 2018.
Staden bildades den 1 januari 1997 genom en sammanslagning av kommunerna Ammelstädt, Breitenheerda, Eschdorf, Geitersdorf, Haufeld, Heilsberg, Milbitz b. Teichel, Remda, Sundremda, Teichel, Teichröda och Treppendorf.